# بي إم دبليو أكس3 أف25
بي إم دبليو أكس3 أف25 ((BMW X3 (F25) هي الجيل الثاني من سيارات بي إم دبليو أكس3. كشف النقاب عن السيارة في عام 2010 في معرض باريس للسيارات  وفي عام 2012 في الصين.